# Rosa Bodenheimer
Rosa Bodenheimer (geb. 6. Dezember 1876 in Büren; gest. 24. März 1938 in Jerusalem) war eine deutsche Frauenrechtlerin.

## Biographie
Rosa Dalberg entstammte – wie die meisten jüdischen Frauenrechtlerinnen – einer Familie des jüdischen assimilierten Bürgertums. Um Anerkennung bemüht, wurden jüdische Mädchen oftmals noch stärker als nichtjüdische auf die Einhaltung bürgerlicher Normen verpflichtet und durften in der Regel keinen Beruf ergreifen, weshalb sich viele in der bürgerlichen Frauenbewegung engagierten.
1896 heiratete Rosa Dalberg den Rechtsanwalt Max Bodenheimer aus Köln, einen überzeugten Zionisten. Bodenheimer erinnerte sich später an ihre Begegnung: „Ich redete vom Zionismus, und Fräulein Dalberg entpuppte sich als Frauenrechtlerin. Beide Ideale entsprangen demselben Gefühl für Gerechtigkeit und dem gleichen Freiheitsdrang. Der rege Geist, das Interesse für Kunst und ihr Gefühl für die Unterdrückten zogen mich mächtig an.“ Die Eheleute bekamen kurz hintereinander drei Kinder, die Töchter Henriette und Ruth sowie den Sohn Friedrich Simon Bodenheimer. Die Familie lebte 1931 in der Belfortstraße 9, Vater Max und Tochter Ruth hatten eine gemeinsame Anwaltskanzlei im Haus Hohenzollernring 74.
Nach den Geburten ihrer Kinder begann Rosa Bodenheimer, sich in der Kölner Frauenbewegung zu engagieren, und wurde eine ihrer prominentesten Vertreterinnen. Zwar fühlte sie sich hauptsächlich mehr als Deutsche denn als „Jüdin“: „Ihre Vorstellungen von sozialen Reformen und politischer und gesellschaftlicher Gleichstellung der Frau wollte sie für alle Frauen durchsetzen.“ Andererseits wurde sie mit dem wachsenden Antisemitismus in Deutschland konfrontiert, so dass sie nach dem Zionistenkongress 1907 in Den Haag, zu einer Zeit, als viele jüdischen Frauen den Zionismus noch ablehnten, die Gründung des Verbandes jüdischer Frauen für Kulturarbeit in Palästina anregte, Vorläufer der Women’s International Zionist Organisation (WIZO).
1903 gründete Rosa Bodenheimer gemeinsam mit Elisabeth von Mumm und Adele Meurer die Kölner Ortsgruppe des Allgemeinen Deutschen Frauenvereins (ADF), 1911 wurde sie Schriftführerin, 1923 zweite und von 1927 bis 1933 erste Vorsitzende. Dessen Arbeit unterschied sich grundsätzlich von der Mildtätigkeit früherer Vereine im 19. Jahrhundert: „Die soziale Tätigkeit ist eine staatsbürgerliche Hilfstätigkeit geworden, die letzten Endes nach den Ursachen des Elends forscht und diese Ursachen beseitigen will.“
Bodenheimer vertrat gemäßigt feministische Positionen. Sie ging von einer Wesensunterschied zwischen Männern und Frauen aus und betonte die Aufgabe der Frau als „leibliche und soziale Mutter“. Die Arbeit des ADF erweckte bei vielen Frauen das Interesse für Kommunalpolitik und in der Folge für das Frauenwahlrecht. Nachdem Rosa Bodenheimer 1907 einen Vortrag der Vorsitzenden des Bundes Deutscher Frauenvereine, Marie Stritt, gehört hatte, beteiligte sie sich im selben Jahr an der Gründung einer Kölner Stimmrechtsgruppe. Der Frauenstimmrechtsverband für Westdeutschland beschränkte sich zunächst auf die Vorbereitung von Frauen auf die Politik, Bodenheimer indes forderte 1912 eine große Werbekampagne für das Frauenstimmrecht, womit sie sich aber nicht durchsetzen konnte. 1919 konnten sich Frauen erstmals an der Wahl zur Nationalversammlung beteiligen, aber Bodenheimer musste in den folgenden Jahren erkennen, dass dies keine wesentliche gesellschaftliche Verbesserung für sie bedeutete.
Im Ersten Weltkrieg war Bodenheimer Vorstandsmitglied der Nationalen Frauenbewegung. Für diesen Einsatz zugunsten der Kriegshilfe erhielt sie ein Verdienstkreuz. 1922 gründete sie gemeinsam mit Adele Meurer Das Lädchen in Köln, eine Verkaufsvermittlung für kriegs- und inflationsbedingte Verarmte.
Der zunehmende Antisemitismus lenkte die Aufmerksamkeit von Rosa Bodenheimer und anderen engagierten jüdischen Frauen bald auf andere Themen. Schon bald nach der Machtergreifung durch die Nationalsozialisten dachte die Familie Bodenheimer an Auswanderung. Nachdem sich ihre Tochter Ruth am 31. März 1933 bei einem Überfall auf jüdische Juristinnen und Juristen nur knapp hatte retten können, floh die Familie im April über Antwerpen und Amsterdam nach Palästina. Dort nahm Rosa Bodenheimer Kontakt zur Frauenwahlrechtsbewegung auf und agitierte gegen die Geschlechterungerechtigkeit im Talmud. 1938 starb sie nach kurzer schwerer Krankheit in Jerusalem.